# Bilan saison par saison du Nottingham Forest Football Club
Cet article présente le bilan saison par saison du Nottingham Forest Football Club, à savoir ses résultats en championnat, coupes nationales et coupes européennes depuis 1878.
Fondé en 1865, le club prend part à sa première compétition nationale en 1878 en participant à la Coupe d'Angleterre 1878-1879. Il fait son entrée en championnat en 1889, faisant partie des membres fondateurs de la Football Alliance, qui fusionne trois ans après avec la Football League pour former la première division nationale.
Passant le plus clair de son histoire entre la première et la deuxième division, Nottingham Forest comporte pour seul palmarès deux victoires en Coupe d'Angleterre en 1898 et 1959 jusqu'en 1977, date à laquelle, entraîné par Brian Clough, il remporte son seul et unique titre de champion d'Angleterre suivi de deux sacres consécutifs en Coupe des clubs champions européens les deux années suivantes auxquels s'ajoutent deux Coupes de la Ligue. Après cet âge d'or, Nottingham remporte deux nouvelles Coupes de la Ligue en 1988 et 1989.

## Légende du tableau
| Champion / Vainqueur | Deuxième / Finaliste | Troisième | Promotion | Relégation |

Les changements de divisions sont indiqués en gras.
- Première division = Division 1 (jusqu'en 1992) puis Premier League (depuis 1992)
- Deuxième division = Division 2 (jusqu'en 1992) puis Division 1 (1992-2004) puis Championship (depuis 2004)
- Troisième  division = Division 3 (jusqu'en 1992) puis Division 2 (1992-2004) puis League One (depuis 2004)

- C1 = Coupe des clubs champions européens (jusqu'en 1992) puis Ligue des champions (depuis 1992)
- C2 = Coupe des coupes (1960-1999)
- C3 = Coupe des villes de foires (1955-1971) puis Coupe UEFA (1971-2009) puis Ligue Europa (depuis 2009)

## Bilan toutes compétitions confondues
| 1878-1879                                                                                | Pas de championnat | Pas de championnat | Pas de championnat | Pas de championnat | Pas de championnat | Pas de championnat | Pas de championnat | Pas de championnat | Pas de championnat | Pas de championnat | Demi-finales       | —              | —         | —                       | —                |
| 1879-1880                                                                                | Pas de championnat | Pas de championnat | Pas de championnat | Pas de championnat | Pas de championnat | Pas de championnat | Pas de championnat | Pas de championnat | Pas de championnat | Pas de championnat | Demi-finales       | —              | —         | —                       | —                |
| 1880-1881                                                                                | Pas de championnat | Pas de championnat | Pas de championnat | Pas de championnat | Pas de championnat | Pas de championnat | Pas de championnat | Pas de championnat | Pas de championnat | Pas de championnat | Deuxième tour      | —              | —         | —                       | —                |
| 1881-1882                                                                                | Pas de championnat | Pas de championnat | Pas de championnat | Pas de championnat | Pas de championnat | Pas de championnat | Pas de championnat | Pas de championnat | Pas de championnat | Pas de championnat | Premier tour       | —              | —         | —                       | —                |
| 1882-1883                                                                                | Pas de championnat | Pas de championnat | Pas de championnat | Pas de championnat | Pas de championnat | Pas de championnat | Pas de championnat | Pas de championnat | Pas de championnat | Pas de championnat | Troisième tour     | —              | —         | —                       | —                |
| 1883-1884                                                                                | Pas de championnat | Pas de championnat | Pas de championnat | Pas de championnat | Pas de championnat | Pas de championnat | Pas de championnat | Pas de championnat | Pas de championnat | Pas de championnat | Deuxième tour      | —              | —         | —                       | —                |
| 1884-1885                                                                                | Pas de championnat | Pas de championnat | Pas de championnat | Pas de championnat | Pas de championnat | Pas de championnat | Pas de championnat | Pas de championnat | Pas de championnat | Pas de championnat | Demi-finales       | —              | —         | —                       | —                |
| 1885-1886                                                                                | Pas de championnat | Pas de championnat | Pas de championnat | Pas de championnat | Pas de championnat | Pas de championnat | Pas de championnat | Pas de championnat | Pas de championnat | Pas de championnat | Troisième tour     | —              | —         | —                       | —                |
| 1886-1887                                                                                | Pas de championnat | Pas de championnat | Pas de championnat | Pas de championnat | Pas de championnat | Pas de championnat | Pas de championnat | Pas de championnat | Pas de championnat | Pas de championnat | Troisième tour     | —              | —         | —                       | —                |
| 1887-1888                                                                                | Pas de championnat | Pas de championnat | Pas de championnat | Pas de championnat | Pas de championnat | Pas de championnat | Pas de championnat | Pas de championnat | Pas de championnat | Pas de championnat | Cinquième tour     | —              | —         | —                       | —                |
| 1888-1889                                                                                | Pas de championnat | Pas de championnat | Pas de championnat | Pas de championnat | Pas de championnat | Pas de championnat | Pas de championnat | Pas de championnat | Pas de championnat | Pas de championnat | Deuxième tour      | —              | —         | —                       | —                |
| 1889-1890                                                                                | Football Alliance  | 11e                | 17                 | 22                 | 6                  | 5                  | 11                 | 31                 | 62                 | -32                | Premier tour       | —              | —         | —                       | —                |
| 1890-1891                                                                                | Football Alliance  | 5e                 | 23                 | 22                 | 9                  | 7                  | 6                  | 66                 | 39                 | +27                | Troisième tour     | —              | —         | —                       | —                |
| 1891-1892                                                                                | Football Alliance  | 1er                | 33                 | 22                 | 14                 | 5                  | 3                  | 59                 | 22                 | +37                | Demi-finales       | —              | —         | —                       | —                |
| 1892-1893                                                                                | Division 1         | 10e                | 28                 | 30                 | 10                 | 8                  | 12                 | 48                 | 52                 | -4                 | Deuxième tour      | —              | —         | —                       | —                |
| 1893-1894                                                                                | Division 1         | 7e                 | 32                 | 30                 | 14                 | 4                  | 12                 | 57                 | 48                 | +9                 | Troisième tour     | —              | —         | —                       | —                |
| 1894-1895                                                                                | Division 1         | 7e                 | 31                 | 30                 | 13                 | 5                  | 12                 | 50                 | 56                 | -6                 | Troisième tour     | —              | —         | —                       | —                |
| 1895-1896                                                                                | Division 1         | 13e                | 25                 | 30                 | 11                 | 3                  | 16                 | 42                 | 57                 | -15                | Premier tour       | —              | —         | —                       | —                |
| 1896-1897                                                                                | Division 1         | 11e                | 26                 | 30                 | 9                  | 8                  | 13                 | 44                 | 49                 | -5                 | Troisième tour     | —              | —         | —                       | —                |
| 1897-1898                                                                                | Division 1         | 8e                 | 31                 | 30                 | 11                 | 9                  | 10                 | 47                 | 49                 | -2                 | Vainqueur          | —              | —         | —                       | —                |
| 1898-1899                                                                                | Division 1         | 11e                | 33                 | 34                 | 11                 | 11                 | 12                 | 42                 | 42                 | 0                  | Troisième tour     | —              | —         | —                       | —                |
| 1899-1900                                                                                | Division 1         | 8e                 | 34                 | 34                 | 13                 | 8                  | 13                 | 56                 | 55                 | +1                 | Demi-finales       | —              | —         | —                       | —                |
| 1900-1901                                                                                | Division 1         | 4e                 | 39                 | 34                 | 16                 | 7                  | 11                 | 53                 | 36                 | +17                | Deuxième tour      | —              | —         | —                       | —                |
| 1901-1902                                                                                | Division 1         | 5e                 | 35                 | 34                 | 13                 | 9                  | 12                 | 43                 | 43                 | 0                  | Demi-finales       | —              | —         | —                       | —                |
| 1902-1903                                                                                | Division 1         | 10e                | 35                 | 34                 | 14                 | 7                  | 13                 | 49                 | 47                 | +2                 | Deuxième tour      | —              | —         | —                       | —                |
| 1903-1904                                                                                | Division 1         | 9e                 | 31                 | 34                 | 11                 | 9                  | 14                 | 57                 | 57                 | 0                  | Deuxième tour      | —              | —         | —                       | —                |
| 1904-1905                                                                                | Division 1         | 16e                | 25                 | 34                 | 9                  | 7                  | 18                 | 40                 | 61                 | -21                | Premier tour       | —              | —         | —                       | —                |
| 1905-1906                                                                                | Division 1         | 19e                | 31                 | 38                 | 13                 | 5                  | 20                 | 58                 | 79                 | -21                | Troisième tour     | —              | —         | —                       | —                |
| 1906-1907                                                                                | Division 2         | 1er                | 60                 | 38                 | 28                 | 4                  | 6                  | 74                 | 36                 | +38                | Premier tour       | —              | —         | —                       | —                |
| 1907-1908                                                                                | Division 1         | 9e                 | 37                 | 38                 | 13                 | 11                 | 14                 | 59                 | 62                 | -3                 | Premier tour       | —              | —         | —                       | —                |
| 1908-1909                                                                                | Division 1         | 14e                | 36                 | 38                 | 14                 | 8                  | 16                 | 66                 | 57                 | +9                 | Quatrième tour     | —              | —         | —                       | —                |
| 1909-1910                                                                                | Division 1         | 14e                | 33                 | 38                 | 11                 | 11                 | 16                 | 54                 | 72                 | -18                | Troisième tour     | —              | —         | —                       | —                |
| 1910-1911                                                                                | Division 1         | 20e                | 25                 | 38                 | 9                  | 7                  | 22                 | 55                 | 75                 | -20                | Premier tour       | —              | —         | —                       | —                |
| 1911-1912                                                                                | Division 2         | 15e                | 33                 | 38                 | 13                 | 7                  | 18                 | 46                 | 48                 | -2                 | Premier tour       | —              | —         | —                       | —                |
| 1912-1913                                                                                | Division 2         | 17e                | 32                 | 38                 | 12                 | 8                  | 18                 | 58                 | 59                 | -1                 | Deuxième tour      | —              | —         | —                       | —                |
| 1913-1914                                                                                | Division 2         | 20e                | 23                 | 38                 | 7                  | 9                  | 22                 | 37                 | 76                 | -39                | Premier tour       | —              | —         | —                       | —                |
| 1914-1915                                                                                | Division 2         | 18e                | 29                 | 38                 | 10                 | 9                  | 19                 | 43                 | 77                 | +34                | Premier tour       | —              | —         | —                       | —                |
| Aucune compétition disputée entre 1915 et 1919 en raison de la Première Guerre mondiale. |                    |                    |                    |                    |                    |                    |                    |                    |                    |                    |                    |                |           |                         |                  |
| 1919-1920                                                                                | Division 2         | 18e                | 31                 | 42                 | 11                 | 9                  | 22                 | 43                 | 73                 | -30                | Premier tour       | —              | —         | —                       | —                |
| 1920-1921                                                                                | Division 2         | 18e                | 36                 | 42                 | 12                 | 12                 | 18                 | 48                 | 55                 | -7                 | Premier tour       | —              | —         | —                       | —                |
| 1921-1922                                                                                | Division 2         | 1er                | 56                 | 42                 | 22                 | 12                 | 8                  | 51                 | 30                 | +21                | Troisième tour     | —              | —         | —                       | —                |
| 1922-1923                                                                                | Division 1         | 20e                | 34                 | 42                 | 13                 | 8                  | 21                 | 41                 | 70                 | -29                | Premier tour       | —              | —         | —                       | —                |
| 1923-1924                                                                                | Division 1         | 20e                | 32                 | 42                 | 10                 | 12                 | 20                 | 42                 | 64                 | -22                | Premier tour       | —              | —         | —                       | —                |
| 1924-1925                                                                                | Division 1         | 22e                | 24                 | 42                 | 6                  | 12                 | 24                 | 29                 | 65                 | -36                | Deuxième tour      | —              | —         | —                       | —                |
| 1925-1926                                                                                | Division 2         | 17e                | 36                 | 42                 | 14                 | 8                  | 20                 | 51                 | 73                 | -22                | Quarts de finale   | —              | —         | —                       | —                |
| 1926-1927                                                                                | Division 2         | 5e                 | 50                 | 42                 | 18                 | 14                 | 10                 | 80                 | 55                 | +35                | Quatrième tour     | —              | —         | —                       | —                |
| 1927-1928                                                                                | Division 2         | 10e                | 40                 | 42                 | 18                 | 14                 | 10                 | 83                 | 84                 | -1                 | Quarts de finale   | —              | —         | —                       | —                |
| 1928-1929                                                                                | Division 2         | 11e                | 42                 | 42                 | 15                 | 12                 | 15                 | 71                 | 70                 | +1                 | Troisième tour     | —              | —         | —                       | —                |
| 1929-1930                                                                                | Division 2         | 10e                | 41                 | 42                 | 13                 | 15                 | 14                 | 55                 | 69                 | -14                | Quarts de finale   | —              | —         | —                       | —                |
| 1930-1931                                                                                | Division 2         | 17e                | 37                 | 42                 | 14                 | 9                  | 19                 | 80                 | 85                 | -5                 | Troisième tour     | —              | —         | —                       | —                |
| 1931-1932                                                                                | Division 2         | 11e                | 42                 | 42                 | 16                 | 10                 | 16                 | 77                 | 72                 | +5                 | Troisième tour     | —              | —         | —                       | —                |
| 1932-1933                                                                                | Division 2         | 5e                 | 49                 | 42                 | 17                 | 15                 | 10                 | 67                 | 59                 | +8                 | Troisième tour     | —              | —         | —                       | —                |
| 1933-1934                                                                                | Division 2         | 17e                | 35                 | 42                 | 13                 | 9                  | 20                 | 73                 | 74                 | -1                 | Quatrième tour     | —              | —         | —                       | —                |
| 1934-1935                                                                                | Division 2         | 9e                 | 42                 | 42                 | 17                 | 8                  | 17                 | 76                 | 70                 | +6                 | Cinquième tour     | —              | —         | —                       | —                |
| 1935-1936                                                                                | Division 2         | 19e                | 35                 | 42                 | 12                 | 11                 | 19                 | 69                 | 76                 | -7                 | Quatrième tour     | —              | —         | —                       | —                |
| 1936-1937                                                                                | Division 2         | 18e                | 34                 | 42                 | 12                 | 10                 | 20                 | 68                 | 90                 | -22                | Troisième tour     | —              | —         | —                       | —                |
| 1937-1938                                                                                | Division 2         | 20e                | 36                 | 42                 | 14                 | 8                  | 20                 | 47                 | 60                 | -13                | Quatrième tour     | —              | —         | —                       | —                |
| 1938-1939                                                                                | Division 2         | 20e                | 31                 | 42                 | 10                 | 11                 | 21                 | 49                 | 82                 | -33                | Troisième tour     | —              | —         | —                       | —                |
| Aucune compétition disputée entre 1939 et 1945 en raison de la Seconde Guerre mondiale.  |                    |                    |                    |                    |                    |                    |                    |                    |                    |                    |                    |                |           |                         |                  |
| 1945-1946                                                                                | —                  | —                  | —                  | —                  | —                  | —                  | —                  | —                  | —                  | —                  | Troisième tour     | —              | —         | —                       | —                |
| 1946-1947                                                                                | Division 2         | 11e                | 40                 | 42                 | 15                 | 10                 | 17                 | 69                 | 74                 | -5                 | Cinquième tour     | —              | —         | —                       | —                |
| 1947-1948                                                                                | Division 2         | 19e                | 35                 | 42                 | 12                 | 11                 | 19                 | 54                 | 60                 | -6                 | Troisième tour     | —              | —         | —                       | —                |
| 1948-1949                                                                                | Division 2         | 21e                | 35                 | 42                 | 14                 | 7                  | 21                 | 50                 | 54                 | -4                 | Troisième tour     | —              | —         | —                       | —                |
| 1949-1950                                                                                | Division 3 Sud     | 4e                 | 49                 | 42                 | 20                 | 9                  | 13                 | 67                 | 39                 | +28                | Deuxième tour      | —              | —         | —                       | —                |
| 1950-1951                                                                                | Division 3 Sud     | 1er                | 70                 | 46                 | 30                 | 10                 | 6                  | 110                | 40                 | +70                | Deuxième tour      | —              | —         | —                       | —                |
| 1951-1952                                                                                | Division 2         | 4e                 | 49                 | 42                 | 18                 | 13                 | 11                 | 77                 | 62                 | +15                | Troisième tour     | —              | —         | —                       | —                |
| 1952-1953                                                                                | Division 2         | 7e                 | 44                 | 42                 | 18                 | 8                  | 16                 | 77                 | 67                 | +10                | Quatrième tour     | —              | —         | —                       | —                |
| 1953-1954                                                                                | Division 2         | 4e                 | 52                 | 42                 | 20                 | 12                 | 10                 | 86                 | 59                 | +27                | Troisième tour     | —              | —         | —                       | —                |
| 1954-1955                                                                                | Division 2         | 15e                | 39                 | 42                 | 16                 | 7                  | 19                 | 58                 | 62                 | -4                 | Cinquième tour     | —              | —         | —                       | —                |
| 1955-1956                                                                                | Division 2         | 7e                 | 47                 | 42                 | 19                 | 9                  | 14                 | 68                 | 63                 | +5                 | Troisième tour     | —              | —         | —                       | —                |
| 1956-1957                                                                                | Division 2         | 2e                 | 54                 | 42                 | 22                 | 10                 | 10                 | 94                 | 55                 | +39                | Quarts de finale   | —              | —         | —                       | —                |
| 1957-1958                                                                                | Division 1         | 10e                | 42                 | 42                 | 16                 | 10                 | 16                 | 69                 | 63                 | +6                 | Quatrième tour     | —              | —         | —                       | —                |
| 1958-1959                                                                                | Division 1         | 13e                | 40                 | 42                 | 17                 | 6                  | 19                 | 71                 | 74                 | -3                 | Vainqueur          | —              | —         | —                       | —                |
| 1959-1960                                                                                | Division 1         | 20e                | 35                 | 42                 | 13                 | 9                  | 20                 | 50                 | 74                 | -24                | Quatrième tour     | —              | —         | —                       | —                |
| 1960-1961                                                                                | Division 1         | 14e                | 37                 | 42                 | 14                 | 9                  | 19                 | 62                 | 78                 | -16                | Troisième tour     | Quatrième tour | —         | —                       | —                |
| 1961-1962                                                                                | Division 1         | 19e                | 36                 | 42                 | 13                 | 10                 | 19                 | 63                 | 79                 | -16                | Quatrième tour     | Troisième tour | —         | C3                      | Premier tour     |
| 1962-1963                                                                                | Division 1         | 9e                 | 44                 | 42                 | 17                 | 10                 | 15                 | 67                 | 69                 | -2                 | Quarts de finale   | —              | —         | —                       | —                |
| 1963-1964                                                                                | Division 1         | 13e                | 41                 | 42                 | 16                 | 9                  | 17                 | 64                 | 68                 | -4                 | Troisième tour     | —              | —         | —                       | —                |
| 1964-1965                                                                                | Division 1         | 5e                 | 47                 | 42                 | 17                 | 13                 | 12                 | 71                 | 67                 | +4                 | Cinquième tour     | —              | —         | —                       | —                |
| 1965-1966                                                                                | Division 1         | 18e                | 36                 | 42                 | 14                 | 8                  | 20                 | 56                 | 72                 | +18                | Quatrième tour     | —              | —         | —                       | —                |
| 1966-1967                                                                                | Division 1         | 2e                 | 56                 | 42                 | 23                 | 10                 | 9                  | 64                 | 41                 | +23                | Demi-finales       | Deuxième tour  | —         | —                       | —                |
| 1967-1968                                                                                | Division 1         | 11e                | 39                 | 42                 | 14                 | 11                 | 17                 | 52                 | 64                 | -12                | Quatrième tour     | Troisième tour | —         | C3                      | Deuxième tour    |
| 1968-1969                                                                                | Division 1         | 18e                | 33                 | 42                 | 10                 | 13                 | 19                 | 45                 | 57                 | -12                | Troisième tour     | Deuxième tour  | —         | —                       | —                |
| 1969-1970                                                                                | Division 1         | 15e                | 38                 | 42                 | 10                 | 18                 | 14                 | 50                 | 71                 | -21                | Troisième tour     | Quatrième tour | —         | —                       | —                |
| 1970-1971                                                                                | Division 1         | 16e                | 36                 | 42                 | 14                 | 8                  | 20                 | 42                 | 61                 | +19                | Troisième tour     | Quatrième tour | —         | —                       | —                |
| 1971-1972                                                                                | Division 1         | 21e                | 25                 | 42                 | 8                  | 9                  | 25                 | 47                 | 81                 | -34                | Troisième tour     | Troisième tour | —         | —                       | —                |
| 1972-1973                                                                                | Division 2         | 14e                | 40                 | 42                 | 14                 | 12                 | 16                 | 47                 | 52                 | -5                 | Troisième tour     | Deuxième tour  | —         | —                       | —                |
| 1973-1974                                                                                | Division 2         | 7e                 | 45                 | 42                 | 15                 | 15                 | 12                 | 57                 | 43                 | +14                | Quarts de finale   | Deuxième tour  | —         | —                       | —                |
| 1974-1975                                                                                | Division 2         | 16e                | 38                 | 42                 | 12                 | 14                 | 16                 | 43                 | 55                 | -12                | Quatrième tour     | Deuxième tour  | —         | —                       | —                |
| 1975-1976                                                                                | Division 2         | 8e                 | 46                 | 42                 | 17                 | 12                 | 13                 | 55                 | 40                 | +15                | Troisième tour     | Troisième tour | —         | —                       | —                |
| 1976-1977                                                                                | Division 2         | 3e                 | 52                 | 42                 | 21                 | 10                 | 11                 | 77                 | 43                 | +34                | Quatrième tour     | Troisième tour | —         | —                       | —                |
| 1977-1978                                                                                | Division 1         | 1er                | 64                 | 42                 | 25                 | 14                 | 3                  | 69                 | 24                 | +45                | Quarts de finale   | Vainqueur      | —         | —                       | —                |
| 1978-1979                                                                                | Division 1         | 2e                 | 60                 | 42                 | 21                 | 18                 | 3                  | 61                 | 26                 | +35                | Cinquième tour     | Vainqueur      | Vainqueur | C1                      | Vainqueur        |
| 1979-1980                                                                                | Division 1         | 5e                 | 48                 | 42                 | 20                 | 8                  | 14                 | 43                 | 48                 | -5                 | Cinquième tour     | Finale         | —         | Supercoupe UEFA         | Vainqueur        |
| 1979-1980                                                                                | Division 1         | 5e                 | 48                 | 42                 | 20                 | 8                  | 14                 | 43                 | 48                 | -5                 | Cinquième tour     | Finale         | —         | C1                      | Vainqueur        |
| 1980-1981                                                                                | Division 1         | 7e                 | 50                 | 42                 | 19                 | 12                 | 11                 | 62                 | 44                 | +18                | Quarts de finale   | Quatrième tour | —         | Coupe intercontinentale | Finale           |
| 1980-1981                                                                                | Division 1         | 7e                 | 50                 | 42                 | 19                 | 12                 | 11                 | 62                 | 44                 | +18                | Quarts de finale   | Quatrième tour | —         | Supercoupe UEFA         | Finale           |
| 1980-1981                                                                                | Division 1         | 7e                 | 50                 | 42                 | 19                 | 12                 | 11                 | 62                 | 44                 | +18                | Quarts de finale   | Quatrième tour | —         | C1                      | Premier tour     |
| 1981-1982                                                                                | Division 1         | 12e                | 47                 | 42                 | 15                 | 12                 | 15                 | 42                 | 48                 | -6                 | Troisième tour     | Cinquième tour | —         | —                       | —                |
| 1982-1983                                                                                | Division 1         | 5e                 | 69                 | 42                 | 20                 | 9                  | 13                 | 62                 | 50                 | +12                | Troisième tour     | Cinquième tour | —         | —                       | —                |
| 1983-1984                                                                                | Division 1         | 3e                 | 74                 | 42                 | 22                 | 8                  | 12                 | 76                 | 45                 | +31                | Troisième tour     | Deuxième tour  | —         | C3                      | Demi-finales     |
| 1984-1985                                                                                | Division 1         | 9e                 | 64                 | 42                 | 19                 | 7                  | 16                 | 56                 | 48                 | +8                 | Quatrième tour     | Troisième tour | —         | C3                      | Premier tour     |
| 1985-1986                                                                                | Division 1         | 8e                 | 68                 | 42                 | 19                 | 11                 | 12                 | 69                 | 53                 | +16                | Troisième tour     | Quatrième tour | —         | —                       | —                |
| 1986-1987                                                                                | Division 1         | 8e                 | 65                 | 42                 | 18                 | 11                 | 13                 | 64                 | 51                 | +13                | Troisième tour     | Cinquième tour | —         | —                       | —                |
| 1987-1988                                                                                | Division 1         | 3e                 | 73                 | 40                 | 20                 | 13                 | 7                  | 67                 | 39                 | +28                | Demi-finales       | Troisième tour | —         | —                       | —                |
| 1988-1989                                                                                | Division 1         | 3e                 | 64                 | 38                 | 17                 | 13                 | 8                  | 64                 | 43                 | +21                | Demi-finales       | Vainqueur      | —         | —                       | —                |
| 1989-1990                                                                                | Division 1         | 9e                 | 54                 | 38                 | 15                 | 9                  | 14                 | 55                 | 47                 | +8                 | Troisième tour     | Vainqueur      | —         | —                       | —                |
| 1990-1991                                                                                | Division 1         | 8e                 | 54                 | 38                 | 14                 | 12                 | 12                 | 65                 | 50                 | +15                | Finale             | Quatrième tour | —         | —                       | —                |
| 1991-1992                                                                                | Division 1         | 8e                 | 59                 | 42                 | 16                 | 11                 | 15                 | 60                 | 58                 | +2                 | Quarts de finale   | Finale         | —         | —                       | —                |
| 1992-1993                                                                                | Premier League     | 22e                | 40                 | 42                 | 10                 | 10                 | 22                 | 41                 | 62                 | -21                | Cinquième tour     | Cinquième tour | —         | —                       | —                |
| 1993-1994                                                                                | Division 1         | 2e                 | 83                 | 46                 | 23                 | 14                 | 9                  | 74                 | 49                 | +25                | Troisième tour     | Cinquième tour | —         | —                       | —                |
| 1994-1995                                                                                | Premier League     | 3e                 | 77                 | 42                 | 22                 | 11                 | 9                  | 72                 | 43                 | +29                | Quatrième tour     | Quatrième tour | —         | —                       | —                |
| 1995-1996                                                                                | Premier League     | 9e                 | 58                 | 38                 | 15                 | 13                 | 10                 | 50                 | 54                 | -4                 | Quarts de finale   | Deuxième tour  | —         | C3                      | Quarts de finale |
| 1996-1997                                                                                | Premier League     | 20e                | 34                 | 38                 | 6                  | 16                 | 16                 | 31                 | 59                 | -28                | Cinquième tour     | Troisième tour | —         | —                       | —                |
| 1997-1998                                                                                | Division 1         | 1er                | 59                 | 38                 | 17                 | 8                  | 13                 | 57                 | 46                 | +11                | Troisième tour     | Deuxième tour  | —         | —                       | —                |
| 1998-1999                                                                                | Premier League     | 20e                | 30                 | 38                 | 7                  | 9                  | 22                 | 35                 | 69                 | -34                | Troisième tour     | Quatrième tour | —         | —                       | —                |
| 1999-2000                                                                                | Division 1         | 14e                | 56                 | 46                 | 14                 | 14                 | 18                 | 53                 | 55                 | -2                 | Quatrième tour     | Quatrième tour | —         | —                       | —                |
| 2000-2001                                                                                | Division 1         | 11e                | 68                 | 46                 | 20                 | 8                  | 18                 | 55                 | 53                 | +2                 | Troisième tour     | Premier tour   | —         | —                       | —                |
| 2001-2002                                                                                | Division 1         | 16e                | 54                 | 46                 | 12                 | 18                 | 16                 | 50                 | 51                 | -1                 | Troisième tour     | Troisième tour | —         | —                       | —                |
| 2002-2003                                                                                | Division 1         | 6e                 | 74                 | 46                 | 20                 | 14                 | 12                 | 82                 | 50                 | +32                | Troisième tour     | Deuxième tour  | —         | —                       | —                |
| 2003-2004                                                                                | Division 1         | 14e                | 60                 | 46                 | 15                 | 15                 | 16                 | 61                 | 58                 | +3                 | Quatrième tour     | Troisième tour | —         | —                       | —                |
| 2004-2005                                                                                | Championship       | 23e                | 44                 | 46                 | 9                  | 17                 | 20                 | 42                 | 66                 | -24                | Cinquième tour     | Quatrième tour | —         | —                       | —                |
| 2005-2006                                                                                | League One         | 7e                 | 69                 | 46                 | 19                 | 12                 | 15                 | 67                 | 52                 | +15                | Premier tour       | Deuxième tour  | —         | —                       | —                |
| 2006-2007                                                                                | League One         | 4e                 | 82                 | 46                 | 23                 | 13                 | 10                 | 65                 | 41                 | +24                | Quatrième tour     | Premier tour   | —         | —                       | —                |
| 2007-2008                                                                                | League One         | 2e                 | 82                 | 46                 | 22                 | 16                 | 8                  | 64                 | 32                 | +32                | Deuxième tour      | Deuxième tour  | —         | —                       | —                |
| 2008-2009                                                                                | Championship       | 19e                | 53                 | 46                 | 13                 | 14                 | 19                 | 50                 | 65                 | -15                | Quatrième tour     | Deuxième tour  | —         | —                       | —                |
| 2009-2010                                                                                | Championship       | 3e                 | 79                 | 46                 | 22                 | 13                 | 11                 | 65                 | 40                 | +25                | Troisième tour     | Troisième tour | —         | —                       | —                |
| 2010-2011                                                                                | Championship       | 6e                 | 75                 | 46                 | 20                 | 15                 | 11                 | 69                 | 50                 | +19                | Quatrième tour     | Premier tour   | —         | —                       | —                |
| 2011-2012                                                                                | Championship       | 19e                | 50                 | 46                 | 14                 | 8                  | 24                 | 48                 | 63                 | -15                | Troisième tour     | Troisième tour | —         | —                       | —                |
| 2012-2013                                                                                | Championship       | 8e                 | 67                 | 46                 | 17                 | 16                 | 13                 | 63                 | 59                 | +4                 | Troisième tour     | Deuxième tour  | —         | —                       | —                |
| 2013-2014                                                                                | Championship       | 11e                | 65                 | 46                 | 16                 | 17                 | 13                 | 67                 | 64                 | +3                 | Cinquième tour     | Troisième tour | —         | —                       | —                |
| 2014-2015                                                                                | Championship       | 14e                | 59                 | 46                 | 15                 | 14                 | 17                 | 71                 | 69                 | +2                 | Troisième tour     | Troisième tour | —         | —                       | —                |
| 2015-2016                                                                                | Championship       | 16e                | 55                 | 46                 | 13                 | 16                 | 17                 | 43                 | 47                 | -4                 | Quatrième tour     | Premier tour   | —         | —                       | —                |
| 2016-2017                                                                                | Championship       | 21e                | 51                 | 46                 | 14                 | 9                  | 23                 | 62                 | 72                 | -10                | Troisième tour     | Troisième tour | —         | —                       | —                |
| 2017-2018                                                                                | Championship       | 17e                | 53                 | 46                 | 15                 | 8                  | 23                 | 51                 | 65                 | -14                | Quatrième tour     | Troisième tour | —         | —                       | —                |
| 2018-2019                                                                                | Championship       | 9e                 | 66                 | 46                 | 17                 | 15                 | 14                 | 61                 | 54                 | +7                 | Troisième tour     | Quatrième tour | —         | —                       | —                |
| 2019-2020                                                                                | Championship       | 7e                 | 70                 | 46                 | 18                 | 16                 | 12                 | 58                 | 50                 | +8                 | Troisième tour     | Troisième tour | —         | —                       | —                |
| 2020-2021                                                                                | Championship       | 17e                | 52                 | 46                 | 12                 | 16                 | 18                 | 37                 | 45                 | -8                 | Quatrième tour     | Premier tour   | —         | —                       | —                |
| 2021-2022                                                                                | Championship       | 4e                 | 80                 | 46                 | 23                 | 11                 | 12                 | 73                 | 40                 | +33                | Quarts de finale   | Deuxième tour  | —         | —                       | —                |
| 2022-2023                                                                                | Premier League     | 16e                | 38                 | 38                 | 9                  | 11                 | 18                 | 38                 | 68                 | -30                | Troisième tour     | Demi-finales   | —         | —                       | —                |
| 2023-2024                                                                                | Premier League     | 17e                | 32                 | 38                 | 9                  | 9                  | 20                 | 49                 | 67                 | -18                | Huitième de finale | Deuxième tour  | —         | —                       | —                |
| 2024-2025                                                                                | Premier League     | 7e                 | 65                 | 38                 | 19                 | 8                  | 11                 | 58                 | 46                 | +12                | Demi-finale        | Deuxième tour  | —         | —                       | —                |